# 張羅普
張羅普（1929年2月2日—2005年），男，天津人，前拳擊運動員，主攻中量級項目。

## 生平
张罗普出身於天津，隨國軍來台，於中華民國海軍服役。當年拳王「褐色轟炸機」喬·路易斯到台灣勞軍時，在國內幾無對手的張羅普曾代表海軍出場對打。後參加1958年亞洲運動會，獲得中量級拳擊比賽金牌，也是至今台灣唯一亞運會拳擊金牌，並代表國家參加1960年夏季奧林匹克運動會中量級拳擊比賽，先是於16強賽擊敗比利時選手艾彌爾·沙崙士，再於八強賽不敵當屆金牌得主小埃迪·克魯克。退休後於高雄市開設拳擊訓練中心指導後進，後從事船務清理業。